# Hacı Əhmədov
Hacı Əhmədov (23 novembre 1993) è un ex calciatore azero, di ruolo difensore.

## Carriera

### Club
Ha sempre giocato nel campionato di massima serie azero, con Baku, Sumqayit e Qarabağ.

### Nazionale
Ha esordito con la Nazionale azera nel 2012.